# Wolfgang Maassen
Wolfgang Maassen, auch Wolfgang Maaßen (* 25. Januar 1949 in Erkelenz) ist ein deutscher  philatelistischer Publizist, Autor und Verleger.

## Biografie
Nach Besuch der Volksschule in Euskirchen 1956 bis 1960 erhielt er seine Erziehung 1960 bis 1966 in einem Internat, besuchte danach in Köln bis 1968 die Oberstufe des Friedrich-Wilhelm-Gymnasiums und legte im gleichen Jahr das Abitur ab. Es folgte ein Chemiestudium bis 1970 in Köln, dann weitere Studien (Erziehungswissenschaft, Psychologie, Philosophie und Theologie) bis 1974 in Bonn, wo er sein Erstes Staatsexamen, und zwei Jahre später in Krefeld das Zweite Staatsexamen für den Lehrberuf bestand. Er war Gymnasiallehrer von 1974 bis Januar 2010 und seit 1980 Mitinhaber des Phil*Creativ-Verlages. Er ist seit 1973 mit Claudia Maassen, geborene Trost, verheiratet, hat zwei Kinder und lebt in Schwalmtal bei Mönchengladbach sowie in Dénia/Alicante in Spanien.
Maassen war für zahlreiche Verbände und Veranstaltungen leitend tätig, arbeitet heute als freier Autor, Redakteur und Publizist. Er ist Juror Rang 1 (für Literatur). Er hat im Laufe seines Lebens über 80 Buchtitel veröffentlicht, zahllose weitere fachlich betreut, außerdem mehr als 4000 Fachbeiträge in philatelistischen Zeitschriften des In- und Auslandes publiziert. Seit zwei Jahrzehnten ist sein fachlicher Schwerpunkt die Erforschung und Dokumentation der Philateliegeschichte. Seit 2013 gibt er dazu eine eigene kostenlose digitale Fachzeitschrift mit jährlich 1000 Seiten Umfang heraus, die unter www.philahistorica.de herunterzuladen ist.
Seine Spezialgebiete sind: Automatenmarken; Brasilien; Altsüdamerika; Deutschland; Philateliegeschichte; philatelistische Literatur. Zudem pflegt er eine Reihe thematischer Sammlungen zu gesellschaftspolitischen Themen.
Ab Mitte der 1970er-Jahre schrieb Maassen regelmäßige Rubrik zu Automatenmarken im Sammler-Dienst, zahlreiche Fachartikel in sd (u. a. „Mit spitzer Feder“ unter seinem Aliasnamen Michael Trost), DBZ und philatelie. 1989–2016 war er Chefredakteur der Verbands- und Fachzeitschrift philatelie, seit 1993 deren Objektleiter. Seit Juli 2010 ist er Chefredakteur des APHV-Magazins, ebenso mit zwei Jahren Unterbrechung seit 2005 Schriftleiter der AIJP-Zeitschrift The Philatelic Journalist.

## Publikationen (Auswahl)
- Katalog und Handbuch der philatelistischen und postgeschichtlichen Literatur 1862–1914. Phil Creativ, Chronik der deutschen Philatelie Bd. 6, 2012, ISBN 3-932198-94-8.
- Philatelie und Vereine im 19. Jahrhundert. Phil Creativ, Schwalmtal 2006, ISBN 978-3-932198-69-4.
- Die Geschichte des Prüfwesens in der deutschen Philatelie (1860–1945). BPP-Schriftenreihe–Band 1, Brühl 2008.
- Alfred Moschkau, Philatelist, Heimatkundler und Museumsgründer. Ein Mann, der zur Legende wurde. Phil Creativ, Chronik der deutschen Philatelie Bd. 5, 2012, ISBN 3-932198-93-X.
- Auktionen, Versteigerungen und Ausbietungen – Wertvolle Tipps für Käufer, Verkäufer, Erblasser und Erben. Phil Creativ, Ratgeber für Briefmarkensammler Bd. 11, 2015, ISBN 3-932198-77-8.
- Von ersten Alben und Katalogen zu Verlagen von Weltrang. Phil Creativ, Schwalmtal 2010, ISBN 978-3-932198-87-8.
- mit Hermann Meyer, Philip Robinson: Philatelistisches Wörterverzeichnis Deutsch – Englisch, Englisch – Deutsch. Phil Creativ, Ratgeber für Briefmarkensammler Bd. 8, 2015, ISBN 3-932198-76-X.
- Alles, was der Sammler braucht: Das nötige Know-How, das Geld spart. Phil Creativ, Ratgeber für Briefmarkensammler, Schwalmtal 2011, ISBN 3-932198-60-3.
- Echt oder falsch? Fälschungen und Fälscher in der Philatelie. Phil Creativ, Ratgeber für Briefmarkensammler, Schwalmtal 2003, ISBN 3-932198-48-4.
- Wer ist wer in der Philatelie? Das Lexikon bedeutender Persönlichkeiten der deutschen Philatelie des 19. und 20. Jahrhunderts. Phil Creativ, Schwalmtal 1999; 3. Auflage, 6 Bände, Phil Creativ, Schwalmtal 2011–2023

## Auszeichnungen
- 2003, 2008: Sieger-Preis
- 2008: Heinrich-Köhler-Preis für besondere Verdienste um das Prüfwesen[1]
- 2008: Hermann-Deninger-Preis der Stiftung zur Förderung der Philatelie und Postgeschichte[2][3]
- 2012: Lindenberg-Medaille
- 2014: Roll of Distinguished Philatelists[4]
- 2017: Hans-Wagner-Medaille
- 2018: Anton-Abele-Medaille[5]

## Mitgliedschaften
- AIJP, dem Weltverband der Philatelie-Autoren und -Journalisten (1982–1998, erneut ab 2003; seit Mai 2005 Präsident der AIJP)[6]
- APHV (seit 1992, 2001–2009 Mitglied des Vorstandes des Fachverbandes des Westdeutschen Briefmarkenhandels)[7]
- Académie Européenne de Philatélie (seit 2001)[8]
- FIP (1984–1989 Koordinator für Moderne Philatelie)
- Consilium Philatelicum (seit 2001 Gast, Mitglied seit 2003, Vorsitzender seit 2011) u. a.[9]